# Cinygmula brunnea
Cinygmula brunnea is een haft uit de familie Heptageniidae. De wetenschappelijke naam van de soort is voor het eerst geldig gepubliceerd in 1990 door Tiunova.
De soort komt voor in het Palearctisch gebied.